# Pamela Zoellner
Pamela Zoellner (* 15. Januar 1977 in Berlin) ist eine ehemalige deutsche auf Kurzstrecken spezialisierte Eisschnellläuferin.
Pamela Zoellner startete bis 1999 für den Sportclub Berlin, wechselte dann zum Berliner Schlittschuhclub. Im Januar 2001 debütierte sie beim Weltcup in Helsinki. Ihre beste Weltcupplatzierung war ein vierter Platz über 500 Meter beim Weltcup in Heerenveen im Januar 2004. Ihre beste Platzierung im Gesamtweltcup war ein siebter Rang über die 500-Meter-Strecke in der Saison 2003/04. 2002 wurde sie in Abwesenheit der Favoritinnen über 500- und 1000-Meter deutsche Doppelmeisterin. Hinzu kommen fünf Vizemeisterschaften und drei Dritte Plätze. Meist stand sie bisher im Schatten ihrer Konkurrentinnen Sabine Völker, Jenny Wolf, Monique Garbrecht-Enfeldt und auch Anni Friesinger.
2005 wechselte Zoellner zum Berliner Turn- und Sportclub, wo sie von Thomas Schubert trainiert wurde. 2005 wechselte sie schließlich zum Eissportclub Erfurt, wo sie vom Erfolgstrainer Stephan Gneupel trainiert wird. Bei den Olympischen Spielen 2006 in Turin trat sie über 500 und 1000 Meter an, konnte aber keine nennenswerten Platzierungen erreichen.
Im Jahr 2010 beendete Zoellner ihre Karriere.

## Eisschnelllauf-Weltcup-Platzierungen
| Platzierung | 100 m | 500 m | 1000 m | 1500 m | 3000 m | 5000 m | Team |
| ----------- | ----- | ----- | ------ | ------ | ------ | ------ | ---- |
| 1. Platz    |       |       |        |        |        |        |      |
| 2. Platz    |       |       |        |        |        |        |      |
| 3. Platz    |       |       |        |        |        |        |      |
| Top 10      | 1     | 24    | 16     |        |        |        |      |

(Stand: 30. November 2008)